# Clásica San Sebastián 2002
De 22ste editie van de wielerwedstrijd Clásica San Sebastián werd gehouden op zaterdag 10 augustus 2002 in en rondom de Baskische stad San Sebastian, Spanje. De editie van 2002 ging over een afstand van 227 kilometer en was de zevende wedstrijd in de strijd om de Wereldbeker wielrennen. 

## Uitslag
| Clásica San Sebastián 2002 (227 km) |                    |                      |          |
| Plaats                              | Naam               | Ploeg                | Tijd     |
| Winnaar                             | Laurent Jalabert   | CSC-Tiscali          | 5u47'29" |
| 2                                   | Igor Astarloa      | Saeco-Longoni Sport  | z.t.     |
| 3                                   | Gabriele Missaglia | Lampre-Daikin        | z.t.     |
| 4                                   | Andrej Kivilev     | Cofidis              | z.t.     |
| 5                                   | Dario Frigo        | Tacconi Sport-Emmegi | z.t.     |
| 6                                   | Danilo Di Luca     | Saeco-Longoni Sport  | +00' 35" |
| 7                                   | Paolo Bettini      | Mapei-Quick Step     | z.t.     |
| 8                                   | Nico Mattan        | Cofidis              | z.t.     |
| 9                                   | Laurent Dufaux     | Alessio              | z.t.     |
| 10                                  | Gennadi Michajlov  | Lotto-Adecco         | +00' 41" |
|                                     |                    |                      |          |
| 79                                  | Matthé Pronk       | Rabobank             | +08' 20" |

1981 · 1982 · 1983 · 1984 · 1985 · 1986 · 1987 · 1988 · 1989 · 1990 · 1991 · 1992 · 1993 · 1994 · 1995 · 1996 · 1997 · 1998 · 1999 · 2000 · 2001 · 2002 · 2003 · 2004 · 2005 · 2006 · 2007 · 2008 · 2009 · 2010 · 2011 · 2012 · 2013 · 2014 · 2015 · 2016 · 2017 · 2018 · 2019 · 2020 · 2021 · 2022 · 2023 · 2024